# Branislav Vukosavljević
Branislav Vukosavljević (* 1928 in Belgrad, Jugoslawien; † 1985 in Jugoslawien) war ein jugoslawischer Fußballspieler. 
Vuko, wie Branislav Vukosavljević in der Schweiz genannt wurde, begann seine Profikarriere bei FK Roter Stern Belgrad, wo er von 1947 bis 1953 spielte. In dieser Zeit schoss er in 71 Spielen 28 Tore. 1949 bestritt er zwei Spiele für die jugoslawische Fußballnationalmannschaft.  Danach wechselte er 1953 zum Grasshopper Club Zürich, wo er bis 1958 blieb. Die größte Saison des Mittelstürmers war 1955/1956, als er die Schweizer Meisterschaft, den Schweizer Cup und die Torjägerkrone gewann. Vuko erzielte insgesamt 120 Tore für den GCZ. Eines seiner größten Spiele war jenes gegen AC Bellinzona, in welchem er alle Treffer zum 6:0-Sieg erzielte. 1958 wechselte er zum Abschluss seiner Spielerkarriere und gleichzeitigen Beginn seiner Trainerkarriere wechselte der Kopfballspezialist zum FC Winterthur, wo er, nachdem er zuerst noch spielte (und dabei 18 Tore schoss), für zwei Saisons (1958 und 1959) als Trainer wirkte, bevor er zum Abschluss seiner Trainerkarriere für drei Saisons (1960 bis 1963) Trainer der Grasshoppers war. Danach kehrte er in die jugoslawische Heimat zurück, wo er 1985, erst 57-jährig, starb.